# Filmografia de Seu Jorge
O cantor, compositor e ator brasileiro Seu Jorge estreou na dramaturgia com uma participação na série televisiva Os Normais, em 2002. No mesmo ano, viveu o aclamado personagem Mané Galinha no drama policial Cidade de Deus, dirigido por Fernando Meirelles e indicado a múltiplas categorias do Oscar. 
Em 2003, estrelou o documentário Moro no Brasil sobre o álbum homônimo de sua então banda musical Farofa Carioca. Nos anos seguintes, participou de várias produções de gêneros diversificados, como os documentários This Is an Adventure (2004) e À La Recherche d'Orfeu Negro (2004) e a comédia dramática The Life Aquatic with Steve Zissou, dividindo cenas com Bill Murray e Owen Wilson.
No mesmo período, compartilhou o mesmo personagem com o também cantor Luiz Melodia no drama Casa de Areia (2005) e coestrelou a série televisiva de drama Mandrake (2005-2007). No fim da década de 2000, consagrou-se internacionalmente por produções como a série de ficção científica Sleepwalkers (2007), o suspense The Escapist (2008) e o documentário musical Beyond Ipanema (2009).
Na década de 2010, Jorge coestrelou o drama policial Tropa de Elite 2: O Inimigo Agora É Outro (2010), as comédias E Aí... Comeu? (2012) e Reis e Ratos (2013) e participou do documentário Cidade de Deus - 10 Anos Depois (2013). Nos anos seguintes, interpretou o futebolista Dondinho no drama biográfico Pelé: O Nascimento de uma Lenda e contracenou com outros nomes da música brasileira no drama musical Paraíso Perdido.
Na década de 2020, manteve sua participação em produções cinematográficas estrangeiras ao coestrelar a comédia dramática Abe (2019). Paralelamente, realizou mais papéis biográficos como o do ativista político Carlos Marighella no drama biográfico Marighella (2021) e o do cantor Pixinguinha no drama musical Pixinguinha, Um Homem Carinhoso (2021).

## Filmografia

### Cinema
| Ano  | Título                                    | Papel                         | Direção                                         | Ref.   |
| ---- | ----------------------------------------- | ----------------------------- | ----------------------------------------------- | ------ |
| 2002 | Cidade de Deus                            | Mané Galinha                  | Fernando Meirelles Kátia Lund                   |        |
| 2002 | Moro no Brasil                            | Ele mesmo                     | Mika Kaurismäki                                 |        |
| 2004 | This Is an Adventure                      | Ele mesmo                     | Antonio Ferrera Albert Maysles Matthew Prinzing |        |
| 2004 | À la recherche d'Orfeu Negro              | Ele mesmo                     | René Letzgus                                    |        |
| 2004 | The Life Aquatic with Steve Zissou        | Pelé dos Santos               | Wes Anderson                                    |        |
| 2005 | Casa de Areia                             | Massu                         | Andrucha Waddington                             | [ 3 ]  |
| 2006 | Ellipse                                   | Coyote                        | Sébastien Praznoczy                             |        |
| 2006 | Tarantino's Mind                          | Ele mesmo                     | 300 ML                                          | [ 8 ]  |
| 2007 | Sleepwalkers                              | Eletricista                   | Doug Aitken                                     |        |
| 2008 | The Escapist                              | Viv Batista                   | Rupert Wyatt                                    |        |
| 2008 | Carmo                                     | Amparo de Jesús               | Murilo Pasta                                    |        |
| 2009 | Beyond Ipanema                            | Ele mesmo                     | Guto Barra                                      |        |
| 2009 | A Vermelha Luz do Bandido                 |                               | Pedro Jorge                                     |        |
| 2010 | Tropa de Elite 2: O Inimigo Agora É Outro | Beirada                       | José Padilha                                    | [ 4 ]  |
| 2012 | E Aí... Comeu?                            | Garçom                        | Felipe Joffily                                  |        |
| 2012 | Reis e Ratos                              | Américo Vilarinho             | Mauro Lima                                      |        |
| 2013 | Cidade de Deus - 10 Anos Depois           | Ele mesmo                     | Luciano Vidigal Cavi Borges                     |        |
| 2016 | Pelé: O Nascimento de uma Lenda           | Dondinho                      | Jeff Zimbalist Michael Zimbalist                | [ 5 ]  |
| 2018 | Paraíso Perdido                           | Teylor                        | Monique Gardenberg                              | [ 6 ]  |
| 2017 | Soundtrack                                | Cao                           | Bernardo Dutra Manitou Felipe                   | [ 8 ]  |
| 2019 | Abe                                       | Chico Catuaba                 | Fernando Andrade                                | [ 9 ]  |
| 2021 | Marighella                                | Carlos Marighella             | Wagner Moura                                    | [ 10 ] |
| 2021 | Pixinguinha, Um Homem Carinhoso           | Alfredo da Rocha Vianna Filho | Denise Saraceni                                 | [ 11 ] |
| 2022 | Medida Provisória                         | André                         | Lázaro Ramos                                    | [ 12 ] |

### Televisão
| Ano  | Título                                        | Papel          | Direção                       | Ref.   |
| ---- | --------------------------------------------- | -------------- | ----------------------------- | ------ |
| 2002 | Os Normais (Episódio: "Horrivelmente Normal") | Babu           | José Alvarenga Júnior         | [ 13 ] |
| 2005 | Mandrake (Episódio: "Detetive")               | Marido traído  | José Henrique Fonseca         |        |
| 2007 | Brasil Brasil                                 | Ele mesmo      | Robin Denselow                | [ 14 ] |
| 2019 | Irmandade                                     | Edson Ferreira | Pedro Morelli                 | [ 15 ] |
| 2023 | How To Be a Carioca                           | Francisco      | Carlos Saldanha Joana Mariani | [ 16 ] |